# Mandela Rhodes Foundation
Die Mandela Rhodes Foundation wurde im Februar 2002 aus Anlass des hundertjährigen Jubiläums des Rhodes Trust in Partnerschaft mit der Nelson Mandela Foundation für zunächst zehn Jahre gegründet.
Diese Stiftung nahm 2003 in gleicher Partnerschaft beider sie tragenden Stiftungen ihre Tätigkeit auf. Ihr Ziel ist, im Geiste der Führerschaft und Versöhnung, wie sie Nelson Mandela verkörperte, und im Geiste des Unternehmertums und der Erziehung, wie sie Cecil Rhodes repräsentierte, in Afrika Führungspersönlichkeiten heranzubilden. Hierfür werden durch die Stiftung Programme angeboten und Postgraduierten-Stipendien für Studien an der Universität Oxford in England gezahlt. Die Stiftung hat ihren Sitz im Mandela Rhodes Building in Kapstadt und unterhält in Johannesburg, Oxford und Ithaca (NY) eigene Repräsentanzen. Auf Vorschlag des De-Beers-Vorsitzenden Nicky Oppenheimer wurde das 1902 errichtete Rhodes-Gebäude in Kapstadt der Stiftung zur Verfügung gestellt.